# Лагерь на острове Раб
Концентрационный лагерь Раб (итал. Campo di concentramento per internati civili di Guerra – Arbe; хорв. Koncentracijski logor Rab; слов. Koncentracijsko taborišče Rab) — один из нескольких итальянских концентрационных лагерей. Был создан во время Второй мировой войны, в июле 1942 года, на аннексированном Италией острове Раб (ныне в Хорватии).

## Закрытие лагеря
К середине 1943 года население лагеря составляло около 7400 человек, из которых около 2700 были евреями. Падение режима Муссолини в конце июля 1943 года увеличило вероятность того, что евреи на Рабе попадут в руки немцев, что побудило МИД Италии неоднократно давать указания Генеральному штабу не освобождать евреев, если они сами этого не попросят. Министерство также начало организовывать массовую депортацию евреев на материковую часть Италии. Однако 16 августа 1943 года итальянские военные власти распорядились об освобождении евреев из лагеря, хотя желающие могли остаться.
Остров оставался под контролем Королевства Италия до подписания перемирия 8 сентября 1943 года, когда немцы взяли остров под свой контроль. Около 245 евреев, узников лагеря, присоединились к бригаде «Раб» 24-й дивизии Народно-освободительной армии Югославии и партизанским отрядам, образовав батальон «Раб», хотя в конечном итоге они были распределены между другими партизанскими подразделениями.
Хотя большинство евреев из лагеря было эвакуировано на территорию, контролируемую партизанами, 204 человека (7,5%), пожилых и больных,не успели забрать они были захвачены немцами и отправлены в Освенцим для уничтожения. Иван Вранетич был удостоен звания одного из хорватских Праведников народов мира за помощь в спасении эвакуированных из Раба евреев в сентябре 1943 года. На одной из них он позже женился и вышел на пенсию проживая в Израиле.

## Воспоминания выживших
Среди выживших в лагере были Антон Вратуша, впоследствии посол Югославии в ООН (1967–1969) и премьер-министр Словении (1978–1980), Якоб Финци, родившийся в лагере и впоследствии ставший послом Боснии, и Эльвира Кон, хорватская фотожурналистка еврейского происхождения, которая довольно подробно описала свой опыт пребывания в лагере.

## Подавление коллективной памяти в годы Холодной войны
Хотя на месте лагеря Голи-Оток в 1955 году по проекту Эдварда Равникара были построены мемориал и кладбище, а также установлены памятные знаки на хорватском, словенском, английском и итальянском языках, во время холодной войны коллективная память подвергалась подавлению из-за вмешательства британского правительства в вопрос невыдачи итальянцев, обвиняемых в военных преступлениях, особенно Пьетро Бадольо, с целью обеспечения антикоммунистического режима в послевоенной Италии.

## Исторический ревизионизм
Подавление памяти привело к историческому ревизионизму в Италии. Фотография узника концлагеря Раб была включена в сборник «Notte sul'Europa» 1963 года, ошибочно идентифицированная как фотография узника немецкого лагеря, хотя на самом деле этим узником был Янез Михельчич, родившийся в 1885 году в Бабна-Горице и погибший на Рабе в 1943 году.
В 2003 году итальянские СМИ опубликовали заявление Сильвио Берлускони о том, что Бенито Муссолини просто «отправлял людей в отпуск».